# Order Gryfa
Order Gryfa (niem. Greifen-Orden) – drugi order Wielkiego Księstwa Meklemburgii-Schwerinu, ustanowiony 15 września 1884 przez Fryderyka Franciszka III. Od 23 sierpnia 1904 wspólny order z Wielkim Księstwem Meklemburgii-Strelitzu, posiadający dwóch Wielkich Mistrzów – władców meklemburskich w Schwerinie i Neustrelitzu, a kanclerzami orderu byli premierzy obu państw. Z końcem obu monarchii w 1918 order został zniesiony.
Podzielony był na pięć klas:
- 1) – Krzyż Wieki (Grosskreuzen) – mógł być nadany z mieczami lub diamentami,
- 2a) – Krzyż Wielki Komandorski (Grosskomthurkreuzen) – mógł być nadany z diamentami,
- 2b) – Krzyż Komandorski (Komturkreuzen) – mógł być nadany z diamentami,
- 2c) – Krzyż Honorowy (Ehrenkreuzen),
- 3) – Krzyż Kawalerski (Ritterkreuzen).

## Wielcy Mistrzowie
Z Meklemburgii-Schwerinu
- Fryderyk Franciszek III (1884-1897)
- Fryderyk Franciszek IV (1897-1918)

Z Meklemburgii-Strelitzu
- Adolf Fryderyk V (1904-1914)
- Adolf Fryderyk VI (1914-1918)

## Odznaczeni
Wszyscy książęta z rodów panujących w Meklemburgii otrzymali Krzyże Wielkie oprócz dwóch synów Adolfa Fryderyka V, którzy otrzymali Krzyże Kawalerskie (starszy Adolf Fryderyk był później posiadaczem Krzyża Wielkiego jako Wieki Mistrz orderu). Rosyjska gałąź rodu wnuków Jerzego I strelitzkiego – dwaj synowie Jerzego Augusta: Jerzy Aleksander i Karol Michał – nie otrzymała orderów w ogóle.